# Kúszó boglárka
A kúszó boglárka (Ranunculus repens) a boglárkavirágúak (Ranunculales) rendjébe, ezen belül a boglárkafélék (Ranunculaceae) családjába tartozó faj.

## Előfordulása
A kúszó boglárka Európában, Ázsiában és Északnyugat-Afrikában honos.

## Megjelenése
15–50 cm magas, hosszú, legyökerező, kacsos indákat hajtó évelő. Szőrös levele széles, hármas szeletekre osztott, a levélkék ismét hármasan osztottak vagy szabálytalanul fogasak, a középső levélke nyele hosszabb, mint a szélsőké. A tőlevél hosszú nyelű, a felsők szálasak, ülők.
A virágok átmérője 20–30 mm, a csésze tojásdad, szőrös, a párta aranysárga. A csészelevelek körülölelik a sziromleveleket, a virágkocsány barázdált. Termése aszmagcsoport, egyenes csőrű, vagy kissé hajlott. Május-augusztusban virágzik. Föld felett kúszó, legyökerező indáin sarjrügyek képződnek. Az egész növény mérgező. (Shakespeare drámáiban gyakran szerepel méregként.)

## Életmódja
A legyökerező sarjakból új növények hajtanak, és gyakran többé-kevésbé kör alakú gyomállományokká terebélyesednek. Nitrogénjelző faj, mocsárréteken, kaszálóréteken, nedves legelőkön, csatornák partján gyakori. Hegyi, alpesi területeken, továbbá homokdűnéken és utak mellett is előfordulhat. Európában a mérsékelt éghajlaton közönséges. A gyepekben agresszíven terjedhet, ott irtani kell. Májustól augusztusig nyílik.

## Képek

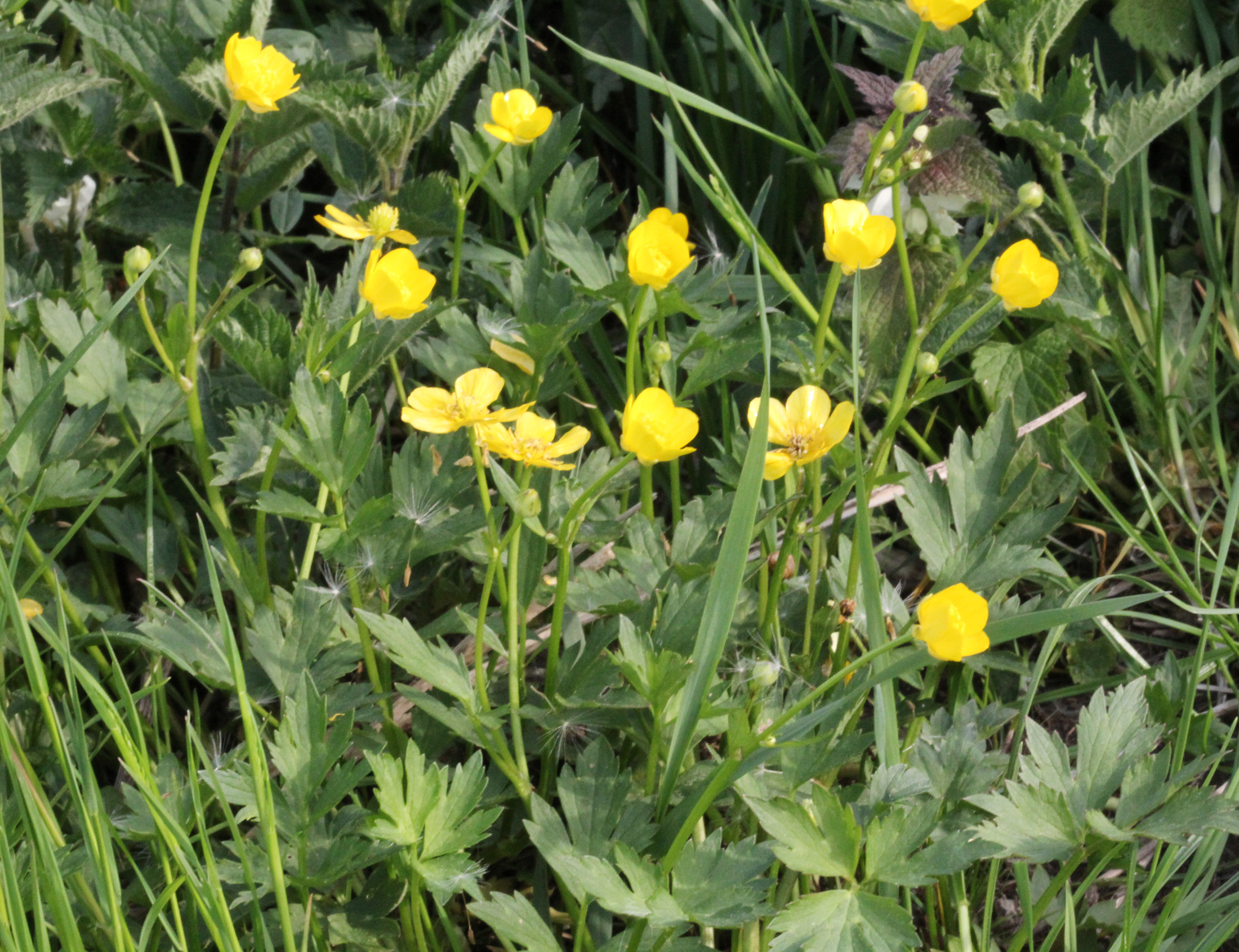
A növény
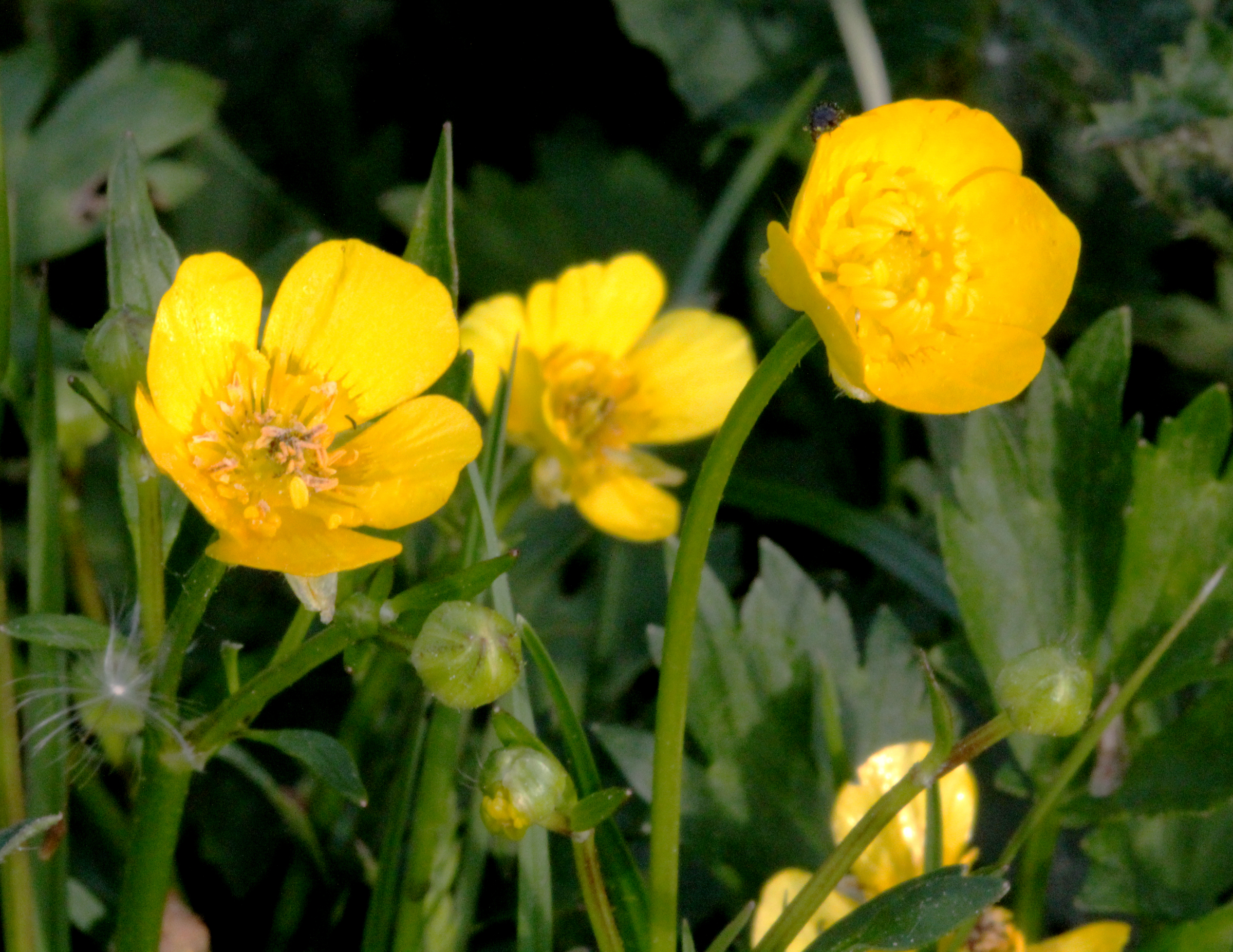
A virágai